# Culture Club
Culture Club — британская группа новой волны, образовавшаяся в 1981 году в Лондоне, Англия, исполнявшая мелодичный поп с элементами белого соула. Яркий имидж ее фронтмена Боя Джорджа стал визитной карточкой группы.
Некоторое время Culture Club считались частью лондонского движения новых романтиков, затем сингл «Do You Really Want to Hurt Me», возглавивший хит-парад Великобритании и ещё десяти стран, принёс им международную известность. Год спустя сингл «Karma Chameleon» закрепил успех, возглавив основные хит-парады мира. Впоследствии Culture Club становились лауреатами Грэмми, 7 раз (с синглами) входили в британский Top 10 и 6 раз — в американский, продали во всём мире более 35 миллионов пластинок. После распада группы Бой Джордж начал успешную сольную карьеру, которая была серьёзно омрачена проблемами, связанными с наркотической зависимостью и трудностями реабилитации.

## Дискография

### Студийные альбомы
- Kissing to Be Clever (1982, #5 UK, #14 US)[4]
- Colour by Numbers (1983, #1 UK, #2 US)
- Waking Up with the House on Fire (1984, #2 UK, #26 US)
- From Luxury to Heartache (1986, #10 UK, # 32 US)
- Don’t Mind If I Do (1999, #64 UK)
- Life (2018)

### Сборники
- 1987 This Time — The First Four Years
- 1993 At Worst… The Best of Boy George and Culture Club
- 1998 Greatest Moments — VH1 Storytellers Live
- 2002 Culture Club Box Set
- 2005 Greatest Hits
- 2005 Culture Club 2005 — Singles and Remixes

### Синглы

#### 1982
- «White Boy»
- «I’m Afraid of Me»
- «Mystery Boy» (только в Японии)
- "Do You Really Want to Hurt Me (#1 UK, #2)
- «Time (Clock of the Heart)» (#3 UK, #2 US)

#### 1983
- «I’ll Tumble 4 Ya» (U.S./Canada)
- «Church of the Poison Mind» (#2 UK, #10 US)
- «Karma Chameleon» (#1 UK, #1 US)
- «Victims» (#3 US)

#### 1984
- «Miss Me Blind»
- «It’s a Miracle» (#3 UK, #13 US)
- «The War Song» (#2 UK, #17)
- «The Medal Song» (# 32)
- «Mistake No. 3»
- «Don’t Go Down That Street»
- «Love is Love»

#### 1985—1986
- «Love Is Love» (1985)
- «Move Away» (#7 UK, #12 US, 1986)
- «God Thank You Woman» (1986)
- «Gusto Blusto» (1986)

#### 1998—2002
- «I Just Wanna Be Loved» (#4 UK, 1998)
- «Your Kisses Are Charity» (1999)
- «Cold Shoulder»/«Starman» (2002)